# Atari Falcon
Atari Falcon030 Computer System je zadnje računalo što ga je proizvela američka tvrtka Atari, a pojavilo se na tržištu 1992. godine. Razvijano je pod kodnim imenom Sparrow ("vrabac"), a bilo je zasnovano na mikroprocesoru Motorola 68030 i digitalnom procesoru signala Motorola 56000. Za tržišnu prevagu, Atari Falcon natjecao se s računalom Amiga 1200. Njihov posljednji okršaj završio je loše za obje kompanije, ipak bolje je prošla Amiga, dok je Atari Falcona prestao proizvoditi već sljedeće godine ali je tvrtka C-Lab 1995. otkupila prava i nastavila proizvoditi i prodavati Atari Falcon pod nazivima MK I (original Atari Falcon030), MK II (brojna poboljšanja vezano za zvuk) i MK X (u 19" 1U rack kućištu) narednih nekoliko godina, prvenstveno muzičarima.